# هربرت ریچاردسون (ورزشکار)
هربرت ریچاردسون (انگلیسی: Herbert Richardson; ۲۵ نوامبر ۱۹۰۳ – ۱۷ ژانویهٔ ۱۹۸۲) قایقران روئینگ اهل کانادا بود.